# Boophis luteus
Boophis luteus är en groddjursart som först beskrevs av George Albert Boulenger 1882.  Boophis luteus ingår i släktet Boophis och familjen Mantellidae. IUCN kategoriserar arten globalt som livskraftig. Inga underarter finns listade.